# Saison 2014 des Diamondbacks de l'Arizona
La saison 2014 des Diamondbacks de l'Arizona est la 17e saison en Ligue majeure de baseball pour cette franchise.
Les Diamondbacks, qui n'ont pas connu de saison gagnante depuis 2011, sont en 2014 la moins bonne équipe du baseball majeur avec 64 victoires et 98 défaites, 17 revers de plus que l'année précédente et la pire performance de leur histoire hormis leur saison 2004. Ils vivent une année tumultueuse qui démarre du mauvais pied : 18 défaites de leurs 23 premiers matchs et 22 à leurs 30 premiers. Ils terminent l'année comme ils l'avaient entreprise : avec 20 défaites à leurs 30 dernières rencontres. Le club est vertement critiqué pour avoir ordonné à certains de ses lanceurs d'atteindre intentionnellement des frappeurs adverses, notamment les vedettes Andrew McCutchen de Pittsburgh et Ryan Braun de Milwaukee. En fin d'année, le directeur-gérant Kevin Towers est congédié puis le gérant Kirk Gibson rencontre le même sort.

## Contexte
Les Diamondbacks finissent la saison 2013 au 2e rang sur 5 équipes dans la division Ouest de la Ligue nationale avec 81 victoires et 81 défaites, une fiche identique à celle de Saison 2012 des Diamondbacks de l'Arizona. Le meilleur joueur de 2013 pour Arizona est le premier but Paul Goldschmidt, lauréat du Bâton d'argent, du Gant doré et du prix Hank Aaron. Gerardo Parra s'impose quant à lui comme l'un des meilleurs voltigeurs défensifs du circuit au champ droit et remporte un prix Fielding Bible et un Gant doré.

## Intersaison
Le 3 décembre 2013, les Diamondbacks reçoivent deux joueurs des ligues mineures (le lanceur droitier Justin Choate et le voltigeur Todd Glaesmann) dans un échange à 3 clubs impliquant les Rays de Tampa Bay et les Reds de Cincinnati. Dans cet échange, ils cèdent le lanceur de relève droitier Heath Bell, décevant à sa seule saison en Arizona, aux Rays et transfèrent le lanceur gaucher David Holmberg aux Reds.
Le 10 décembre, Arizona est impliqué dans une autre transaction à 3 équipes, cette fois avec les White Sox de Chicago et les Angels de Los Angeles. Les Diamondbacks cèdent le voltigeur Adam Eaton aux White Sox en retour du lanceur gaucher Hector Santiago, qu'ils refilent ensuite aux Angels avec le jeune lanceur droitier Tyler Skaggs afin d'obtenir le et premier but Mark Trumbo.
Un autre échange est conclu avec les White Sox le 16 décembre suivant : Arizona transfère Matt Davidson, jeune joueur de troisième but prometteur, pour recevoir le stoppeur Addison Reed.
Le seul agent libre notable mis sous contrat par les Diamondbacks en prévision de 2014 est le vétéran lanceur droitier Bronson Arroyo, qui jouait à Cincinnati depuis 8 ans. Il rejoint les D-backs sur un contrat de 23,5 millions de dollars pour deux ans.
Après une première saison en Arizona en 2013, le joueur de troisième but Eric Chavez, redevenu agent libre, signe une nouvelle entente d'un an avec le club. Le lanceur droitier des Diamondbacks Daniel Hudson, qui a raté toute la saison 2013 après une intervention chirurgicale, signe un contrat des ligues mineures avec le club. L'équipe rapatrie aussi le receveur substitut Henry Blanco, qui après deux ans en Arizona avait partagé 2013 entre Toronto et Seattle.
En revanche, les Diamondbacks perdent le receveur Wil Nieves, parti chez les Phillies de Philadelphie après deux saisons en Arizona, et Willie Bloomquist, un joueur de champ intérieur des D-backs depuis 3 ans qui signe chez les Mariners.

## Calendrier pré-saison
L'entraînement de printemps des Diamondbacks se déroule du 26 février au 29 mars 2014 et comprend exceptionnellement une pause pour disputer deux matchs de saison régulière les 22 et 23 mars en Australie.

## Saison régulière
La saison régulière de 162 matchs des Diamondbacks débute contre les Dodgers de Los Angeles le 22 mars pour se terminer le 28 septembre suivant. Les matchs du 22 et 23 mars contre les Dodgers seront exceptionnellement joués au Sydney Cricket Ground de Sydney, en Australie. C'est la première fois que le baseball majeur présentera des matchs dans ce pays. Les Diamondbacks seront considérés comme l'équipe hôte pour ces deux rencontres. L'équipe d'Arizona rentrera ensuite au Chase Field de Phoenix pour jouer son premier match devant ses supporteurs le 31 mars face aux Giants de San Francisco.

### Classement
| Ligue nationale (Division Ouest) | V  | D  | %    | Diff. | Diff. (séries) |
| -------------------------------- | -- | -- | ---- | ----- | -------------- |
| Dodgers de Los Angeles           | 94 | 68 | ,580 | -     | -              |
| Giants de San Francisco          | 88 | 74 | ,543 | 6     | -              |
| Padres de San Diego              | 77 | 85 | ,475 | 17    | 11             |
| Rockies du Colorado              | 66 | 96 | ,407 | 28    | 22             |
| Diamondbacks de l'Arizona        | 64 | 98 | ,395 | 30    | 24             |

### Mai
- 5 mai : Chris Owings des Diamondbacks est nommé meilleure recrue du mois d'avril 2014 dans la Ligue nationale[23].
- 17 mai : 
  - les Diamondbacks engagent Tony La Russa à un poste de direction nouvellement créé, où il est entre autres chargé de superviser le directeur-gérant Kevin Towers et le gérant Kirk Gibson[24].
  - Dans une victoire de 18-7 à Phoenix sur les Dodgers de Los Angeles, les Diamondbacks établissent leurs nouveaux records de franchise pour les points marqués, les coups sûrs (21) et les coups sûrs de plus d'un but (13) dans un match joué en 9 manches[25].

### Juillet
- 5 juillet : Les Diamondbacks cèdent aux Angels de Los Angeles le lanceur de relève gaucher Joe Thatcher et le voltigeur réserviste Tony Campana, en échange de deux joueurs de ligues mineures, le voltigeur Zach Borenstein et le lanceur droitier Joey Krehbiel[26].
- 30 juillet : Joueur des majeures depuis 18 saisons et des Diamondbacks depuis 2013, Eric Chavez annonce sa retraite[27].

### Septembre
- 5 septembre : Les Diamondbacks congédient leur directeur-gérant Kevin Towers[28].
- 25 septembre : Dave Stewart est nommé directeur-gérant des Diamondbacks[29].
- 26 septembre : Les Diamondbacks congédient leur gérant Kirk Gibson et confient l'équipe à Alan Trammell pour les 3 derniers matchs de la saison[30].